# Paolo Veronese
Paolo Caliari Veronese (Verona, cerca de 1528 — Veneza, 19 de abril de 1588) foi um importante pintor maneirista da Renascença italiana.

## Biografia

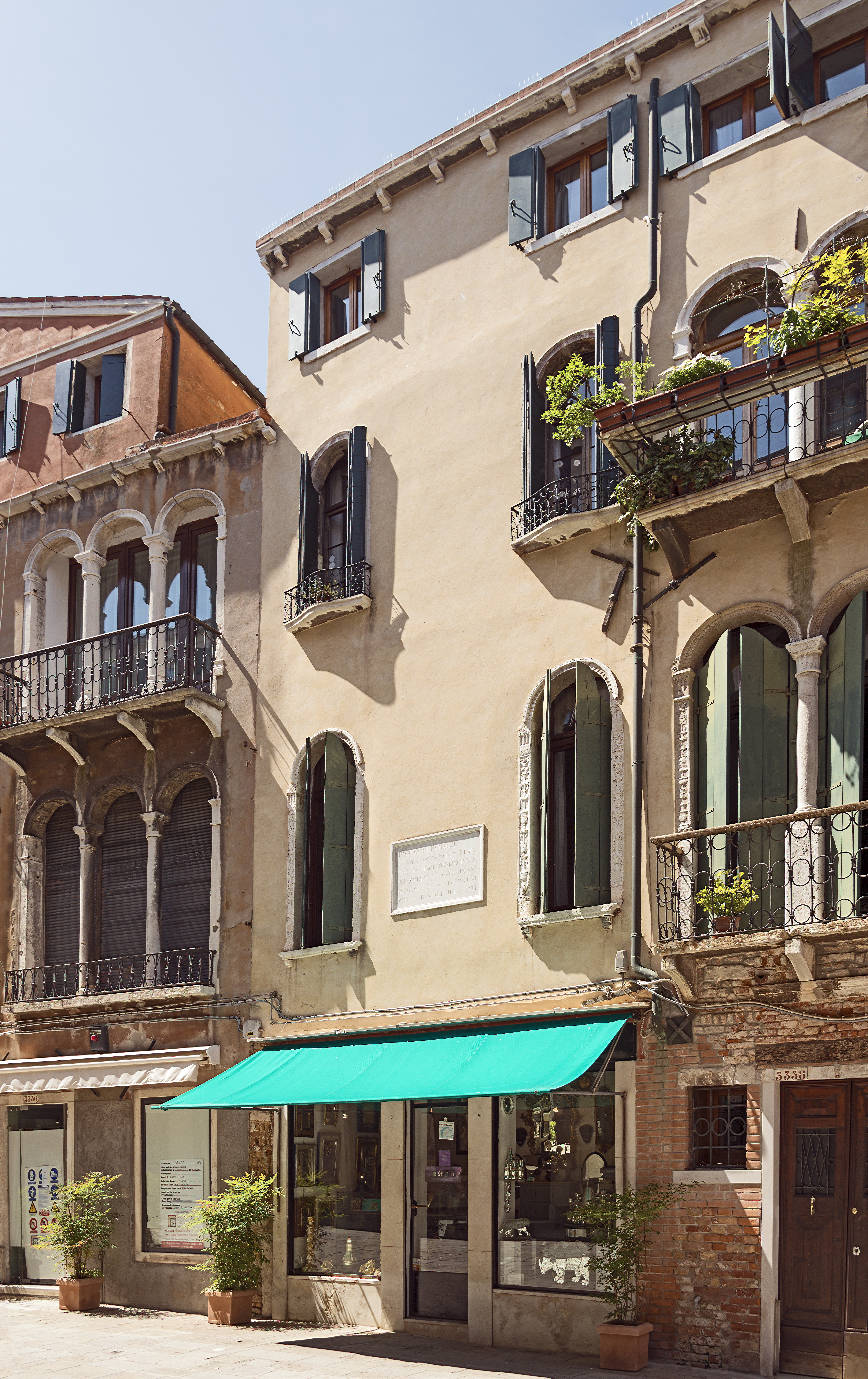
Casa de Veronese em Veneza.

Nasceu com o nome de Paolo Cagliari, ou Caliari, tendo incorporado, como usado na Itália de seu tempo, o topónimo que o tornou conhecido - na própria Itália, "Il Veronese", por haver nascido em Verona. Sua produção e vida artística, porém, desenvolveram-se em Veneza.
Era filho de um certo escultor chamado Gabriele, e já em 1541 torna-se discípulo no atelier do pintor António Badile (hoje quase desconhecido), cujo estilo conservador seria mantido como uma forte influência sobre o artista que, em 1548 realiza sua primeira obra por encomenda (Pala Bevilacqua-Lazise). Os trabalhos desta fase do artista apresentam uma característica de fortes contrastes, com figuras bastante convencionais.
Incorpora ao estilo aprendido o maneirismo, com suas complexas perspectivas e as posturas forçadas dos modelos, como as que se encontram em Michelangelo. O domínio desta técnica pode ser verificada na maestria com que elaborou "A tentação de Santo António", feito para a Catedral de Mântua, em 1552 (hoje no Museu de Belas-artes de Caen, na França). 
Trabalhou em Castelfranco, para a família dos Soranzo (1551), para o Cardeal Ercole Gonzaga, em Mântua (1552), transferindo-se finalmente para Veneza em 1553, onde havia sido contratado para decorar o "Salão dos Dez" do Palácio Ducal.
Após um breve retorno à terra natal, mudou-se definitivamente para Veneza, em 1556.

## Fase madura
Adquirindo e firmando-se no estilo que o caracteriza, o primeiro momento da fase madura de Veronese é bem ilustrado por seu trabalho na Igreja de S. Sebastião, em Veneza. O antigo contraste acentuado da fase inicial em Verona dá lugar aos tons mais harmoniosos. Faz composições notáveis, com perspectivas muito íngremes, especialmente nas pinturas de tetos. 
Participou da decoração da Sala d'Oro da Biblioteca Marciana, parceria disputada por Ticiano e Tintoretto, vencendo este último.
Veronese tinha especial interesse pela arquitetura, patenteada em quadros como "Bodas de Caná" (Museu do Louvre). Fez uma série de pinturas de ceias bíblicas, onde retratava os modos e costumes da vida opulenta dos palácios venezianos, nelas incluindo retratos de pessoas contemporâneas.
O trabalhos da maturidade (de 1565 a 1580) tornam-se mais clássicos, de tom quase cerimonioso, em tons mais suaves, como na "Crucifixão", por volta de 1572 (Louvre). 

Banquete na Casa de Levi, óleo sobre tela, (1573), Galleria dell'Accademia, Veneza

## A Inquisição e os últimos trabalhos
Quando contava cerca de 45 anos foi chamado a dar explicações à Inquisição, que queria que justificasse a adoção de tantas figuras disformes e vulgares em suas pinturas feitas num monastério veneziano, sendo obrigado a corrigi-las.
Ao final de sua vida tinha tantas encomendas a realizar, dada a enorme quantidade de pedidos, que um irmão, dois de seus filhos e um sobrinho, tiveram que concluir as numerosas obras inacabadas, depois de sua morte.
Veronese morreu no auge do sucesso como artista e bastante próspero. Mas isto não bastou para que sua pintura tivesse maiores influências nos artistas posteriores. Marcam como tendo sofrido influência de suas pinturas o neerlandês Rubens e o veneziano Tiepolo.
Está sepultado na Igreja de São Sebastião, em Veneza.

## As obras mais famosas

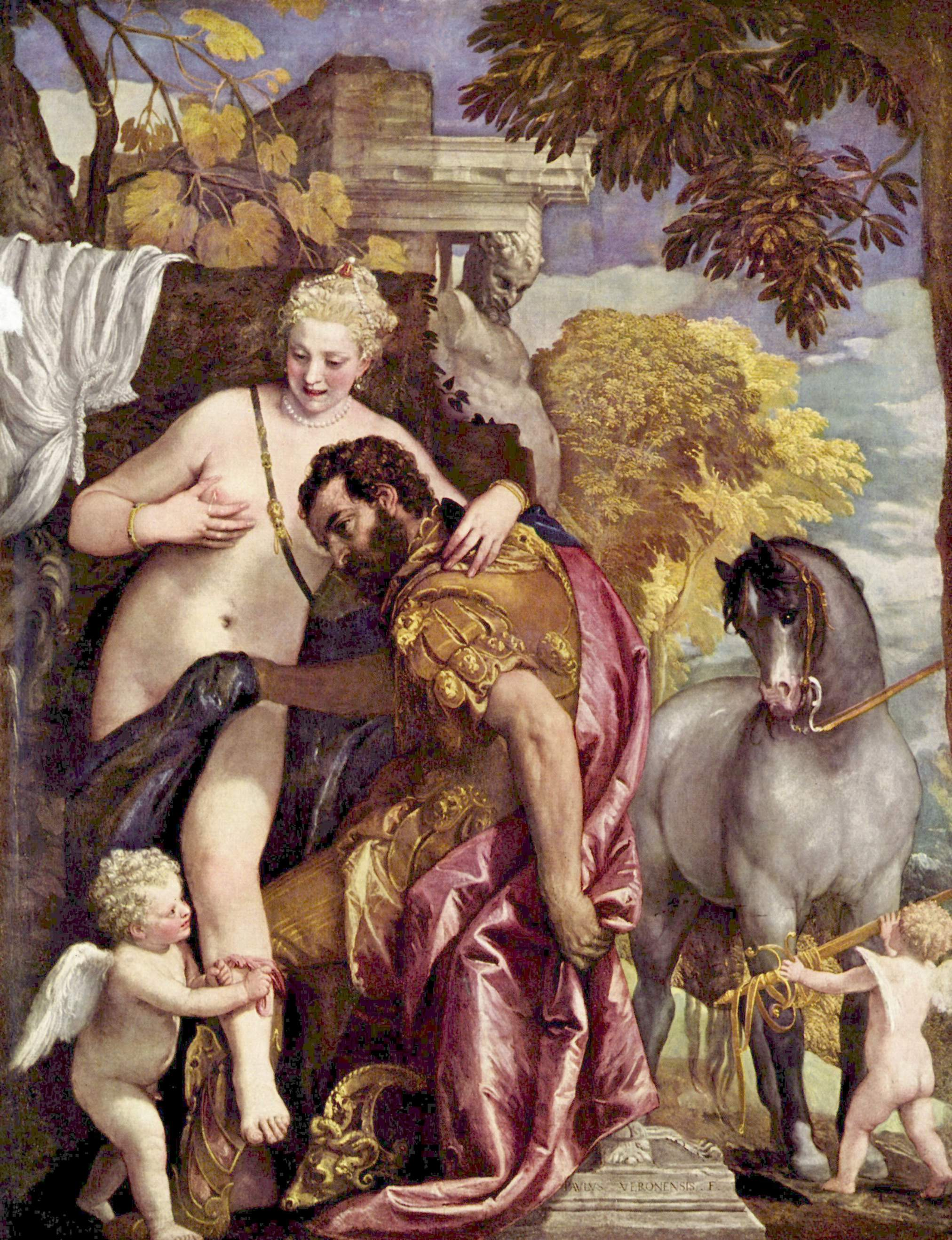
Marte e Vênus, Metropolitan Museum of Art
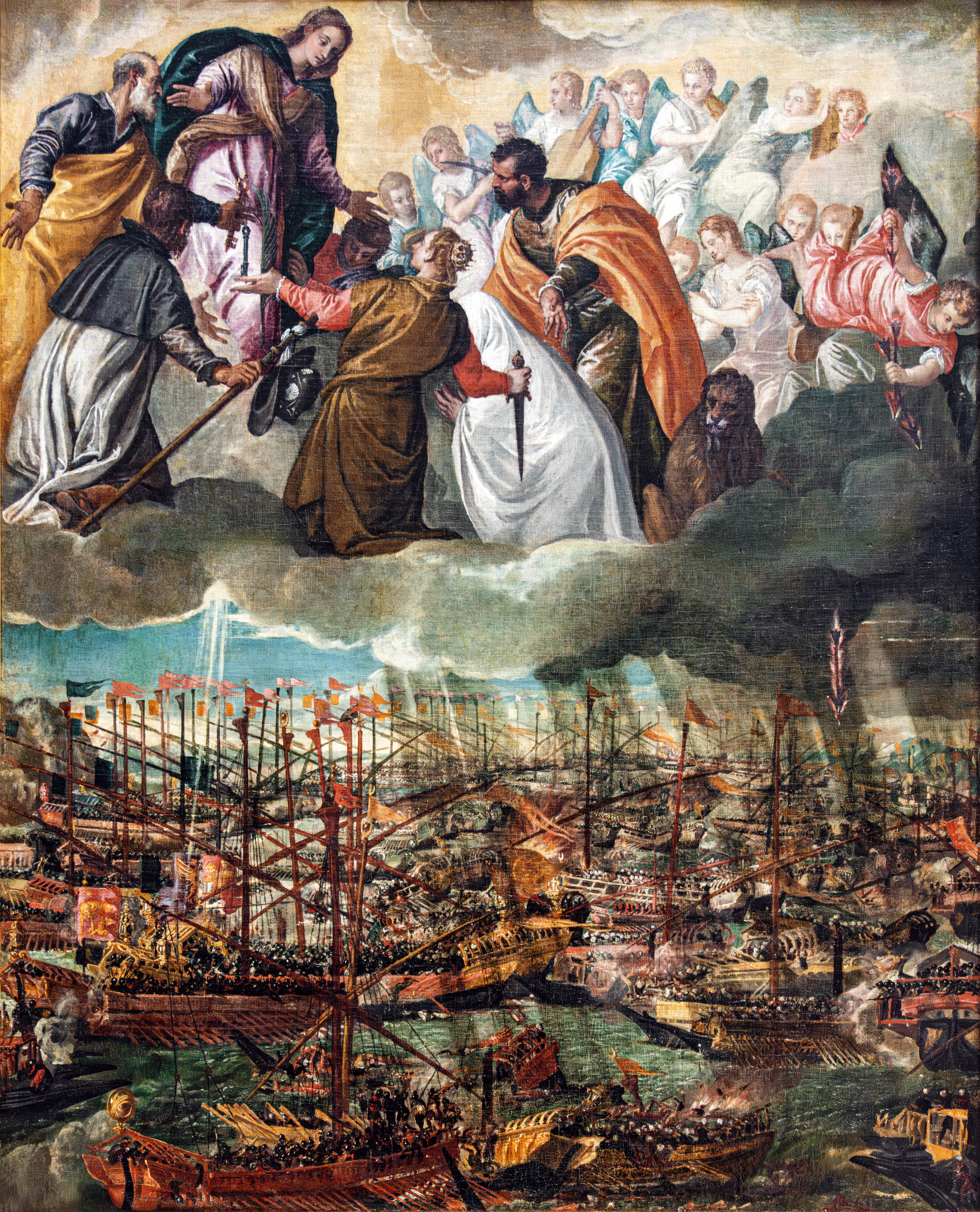
A Batalha de Lepanto (1571)
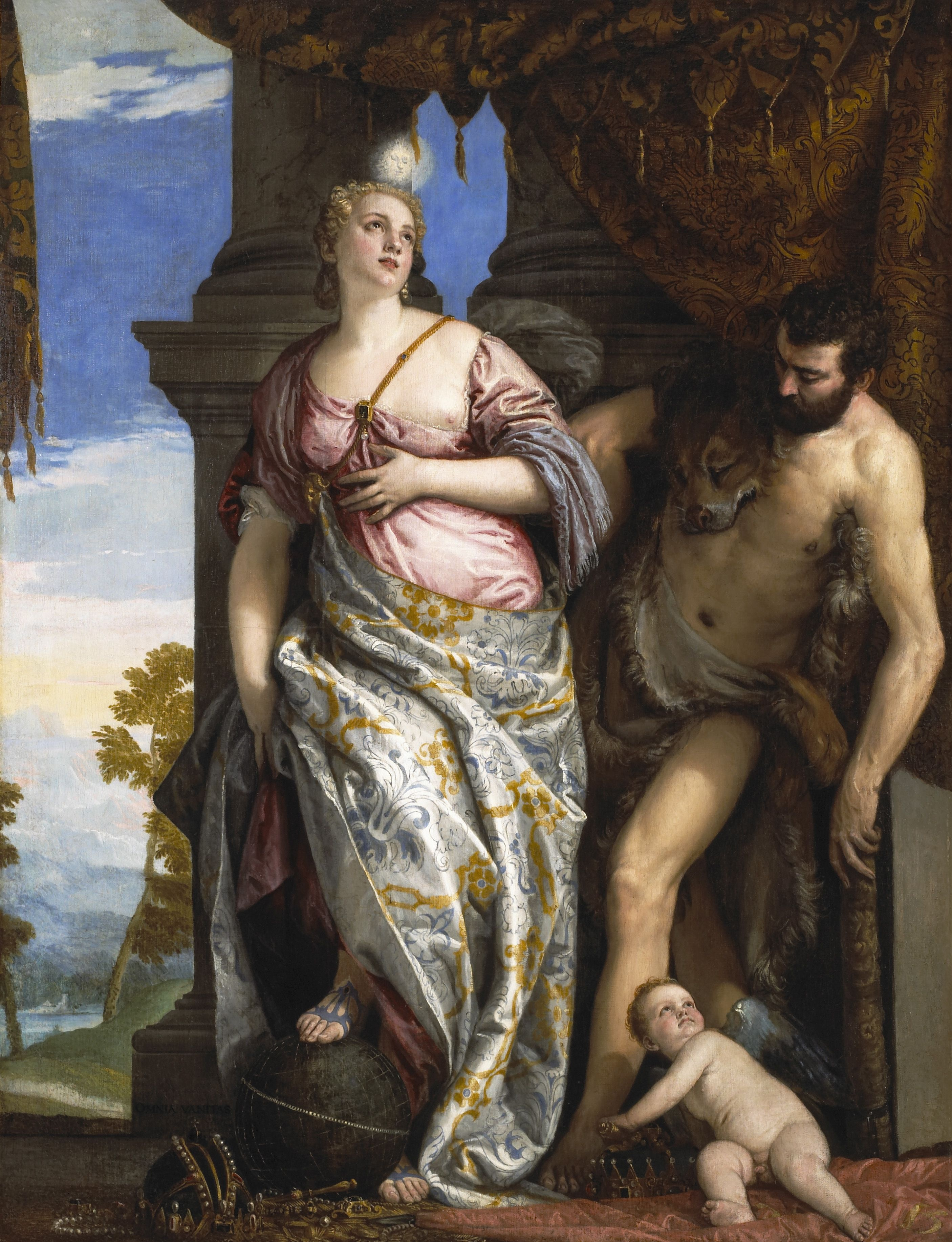
Sabedoria e força (1580, Coleção Frick)
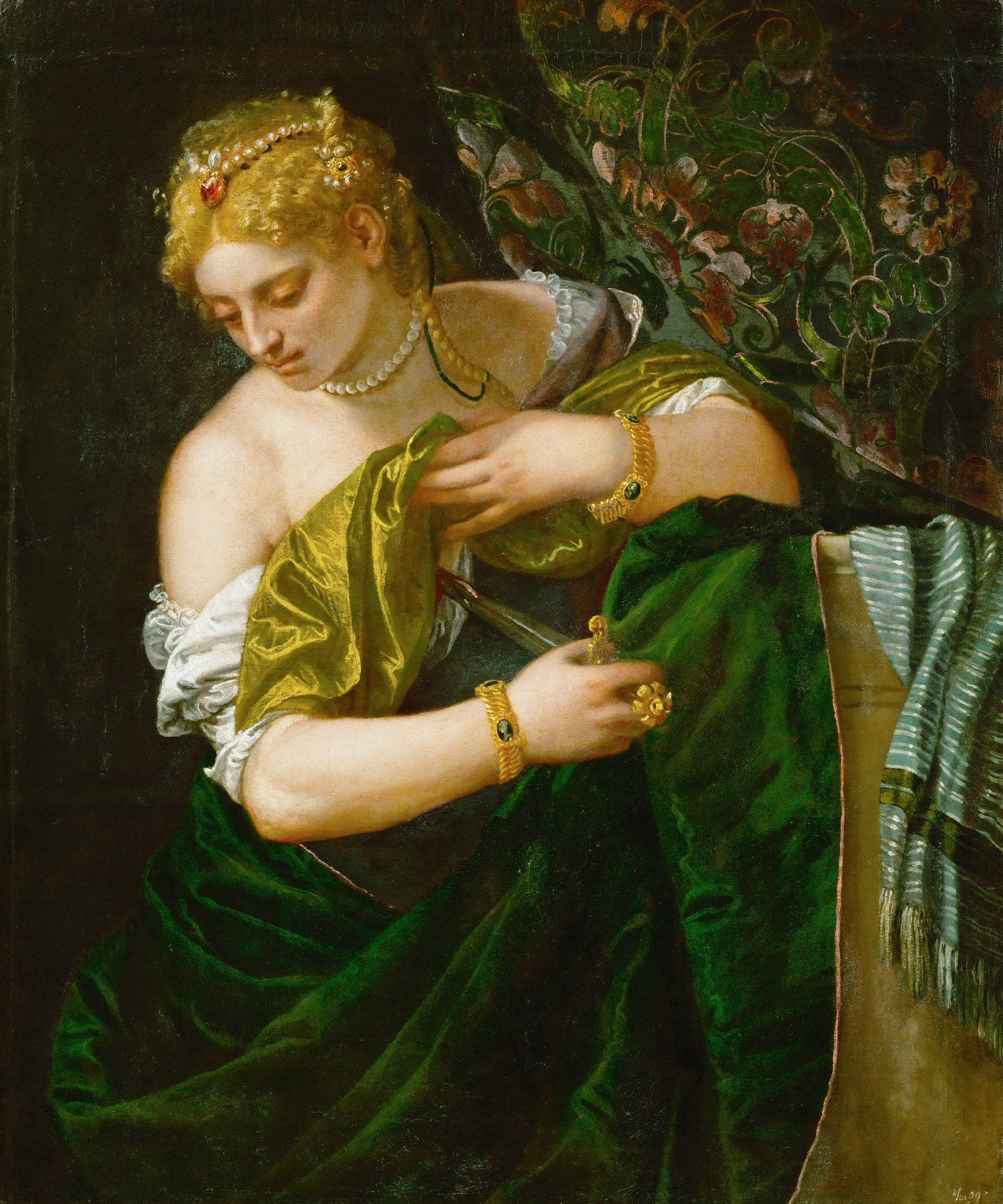
Lucrécia (1580), Kunsthistorisches Museum
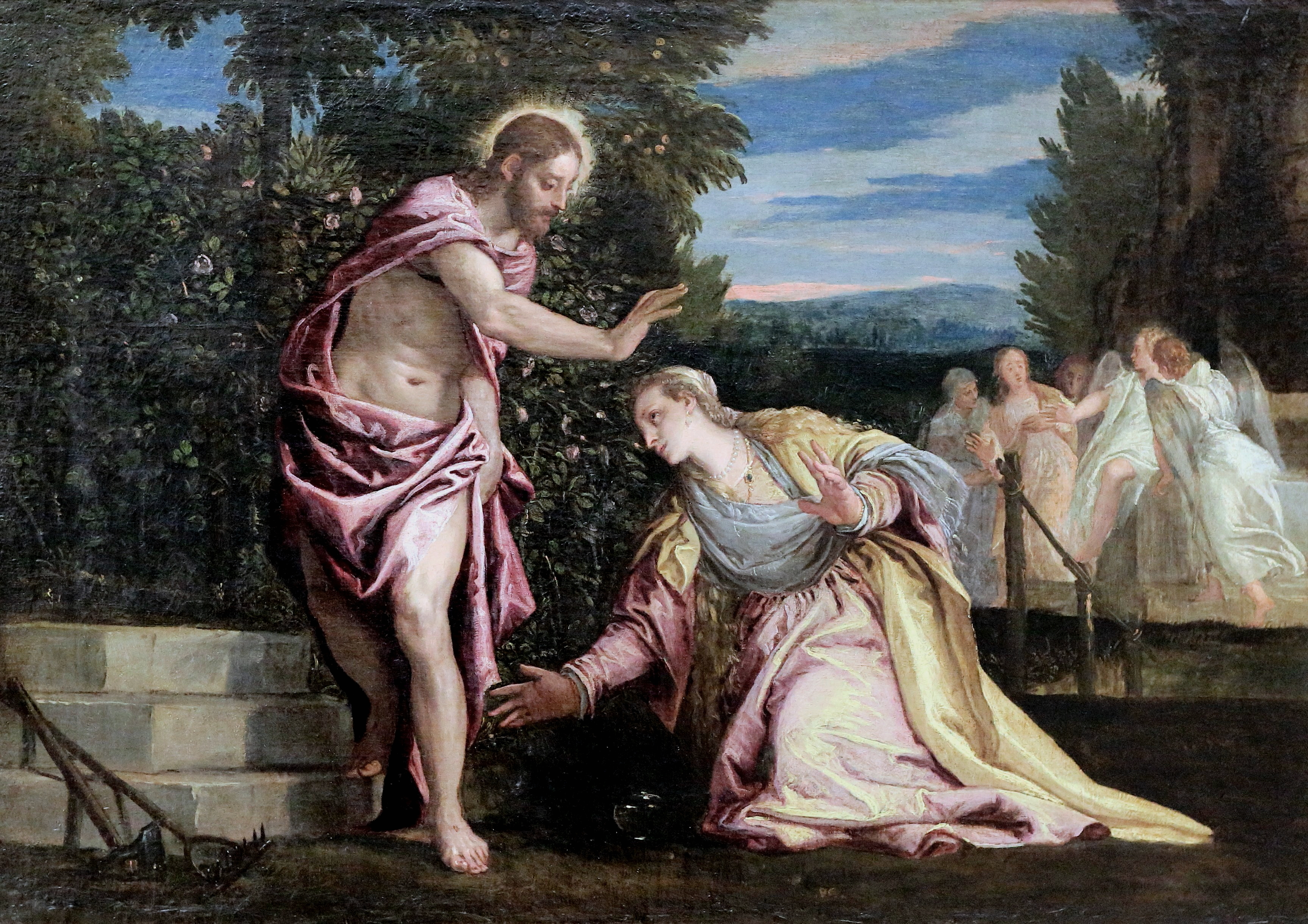
Noli me tangere, Museu de Grenoble
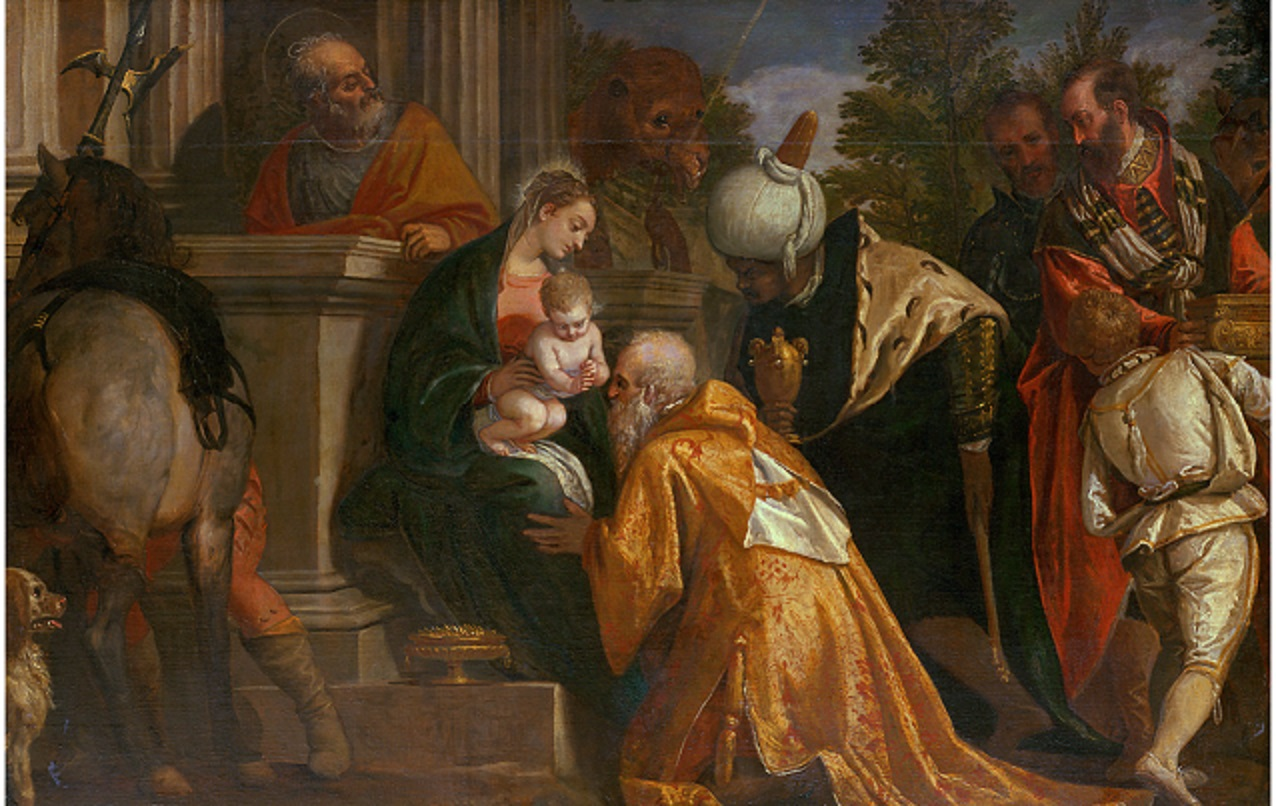
Adoração pelos magos, Kunsthistorisches Museum
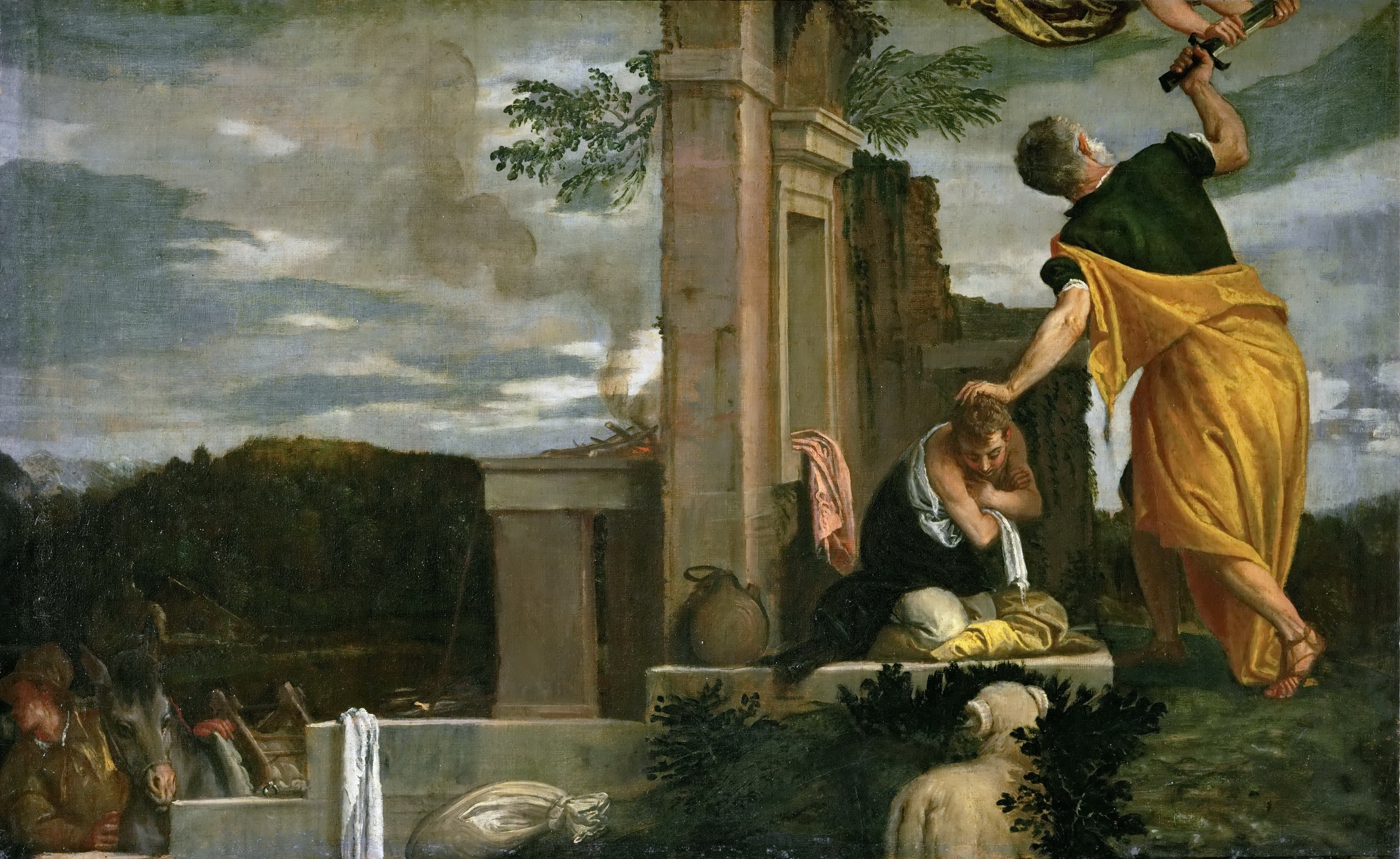
O sacrifício de Isaac, Kunsthistorisches Museum
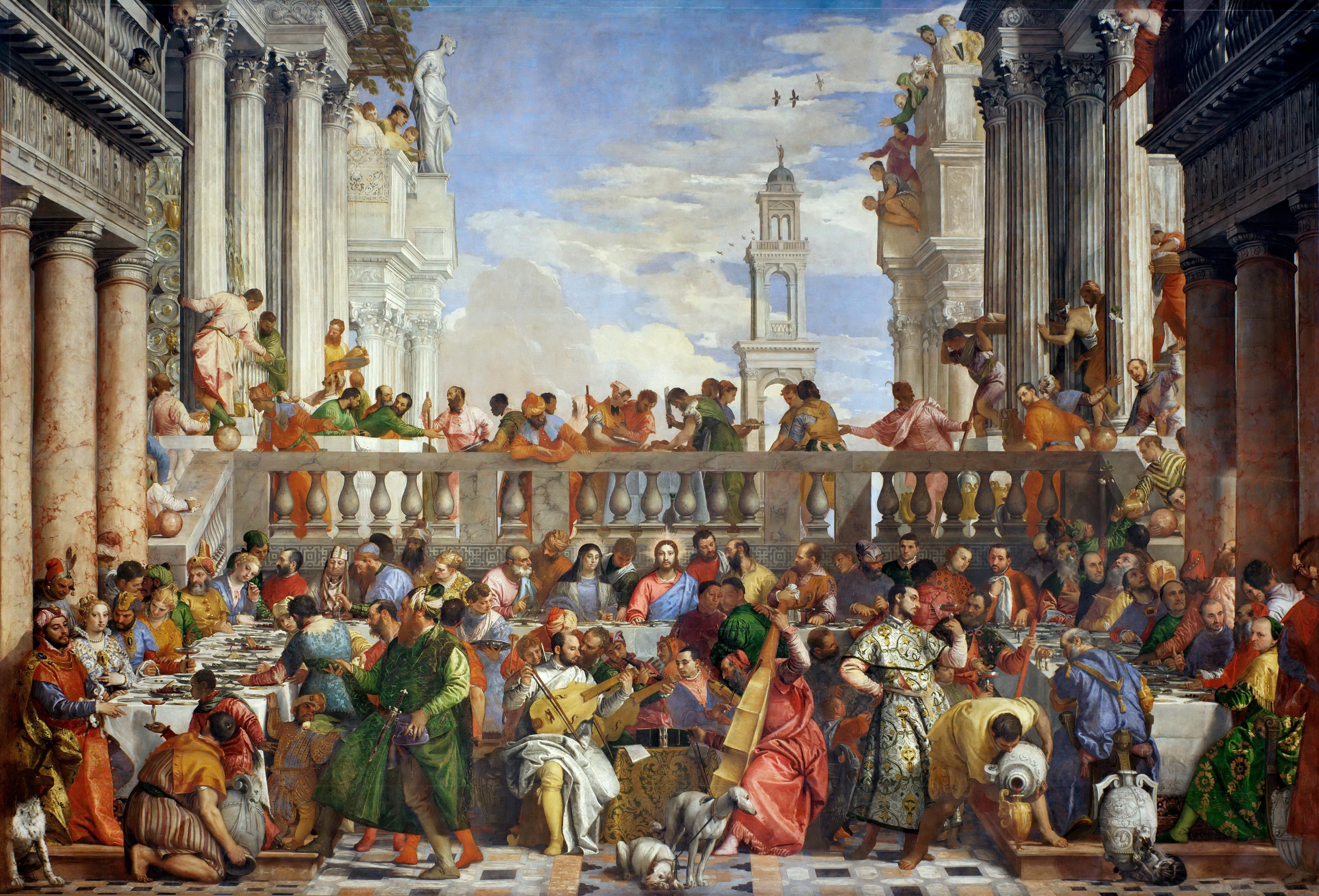
As bodas de Caná, Museu do Louvre
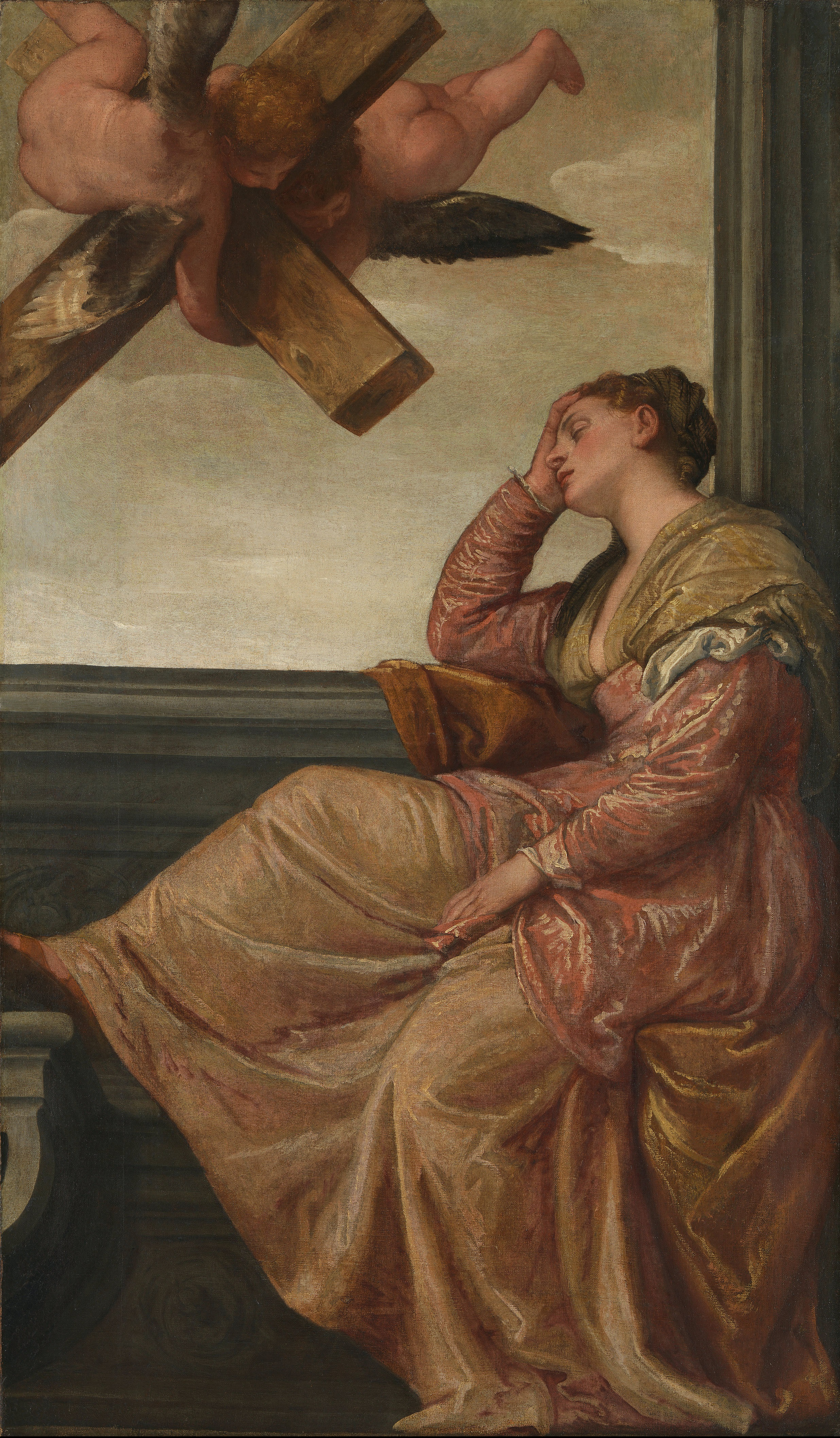
A Visão de Santa Helena

### Outras obras famosas
- Sagrada família com S. João, S. Antônio e Santa Catarina
- S. Jerônimo no deserto.
- O batismo de Cristo.
- O natal na arte.